# 長春 (駆逐艦)
座標: 北緯36度48分31秒 東経121度37分48秒 / 北緯36.808717度 東経121.629973度
長春（ちょうしゅん、チャンチュン、长春、英: PLAN destroyer Changchun）は、中国人民解放軍海軍の鞍山級駆逐艦の3番艦。現在、山東省乳山市で保管展示されている。

## 概要
1930年代後半にソビエト海軍のために建造された29隻のグネフヌイ級駆逐艦(正式にはプロジェクト7として知られている)の1隻であった。元の名前は、ポスペーシュヌィ(Pospeshny:Поспешный)で、コムソモリスク・ナ・アムーレ造船廠で太平洋艦隊所属グネフヌイ級駆逐艦として、1939年4月30日に進水し、1940年9月25日にレシーテリヌィ(Reshitelnyy:Решительный)と改名してから1941年8月26日に就役した。
戦後、1951年から1953年にかけて補修が施された後に、1955年に「鞍山」「撫順」「太原」とともに中華人民共和国に売却された。長春については1955年6月28日に青島の北海艦隊に太原と共に引き渡された。既に老朽化していた艦船だったが、有力な艦船を保有していなかった中国では歓迎された。翌年の1956年には、当時27歳の張序三が艦長に就任し、この若き艦長のもとで、長春は1962年4月12日にド・ヘイブン青島特命哨戒作戦(DeHaven Special Operations off TsingtaO)のため中国近海探索行為をしていたド・ヘイブン (DD-727)に対して、鞍山、太原とともに出動し、睨み合いの末、長春が警告信号を発信して米軍を領海外に退去させた。これは中国人民解放軍初の領海外軍事作戦となった。この軍功の後も多くの軍功を重ねた張序三は後に参謀長まで登りつめ、長春も1990年8月まで運用された。1970年代には近代化改装として魚雷発射管が撤去され、艦対艦ミサイルが装備された。